# 藤田明
藤田 明（ふじた あきら、1908年1月1日 - 2001年5月29日）は、日本の水泳・水球選手。ロサンゼルス五輪(1932年)水球日本代表選手主将兼コーチ。元日本水泳連盟会長。実業家、元日本ゼオン専務、関東ゴム社長。早稲田大学商学部卒業。広島県広島市出身。

## 経歴
後年、広島平和記念公園となる広島市中島町の生まれ。中島小学校の先生に水泳にも堪能だった多田徳雄がいて正しい泳法を習う。広島一中（現広島県立国泰寺高校）で水泳部を創部し水泳・水球の名選手として鳴らした。尊敬する中学の先輩・沖田芳夫、織田幹雄を追い早稲田高等学院、早稲田大学と進学する。その全てで主将を務めた。全国から水の英才が集結し、第一次黄金時代を誇った早稲田大学水泳部で活躍する。
水泳の記録が伸びなかったため、まだ胎動期の水球に転向し2年時の1930年、水球の主力選手として出来たばかりの明治神宮水泳場（現在はフットサル場）で挙行された第9回極東選手権競技大会で優勝する。これが日本水球のオリンピック初参加のきっかけとなり、藤田らの強い要望で4年時の1932年、ロサンゼルスオリンピックで日本水球はオリンピック初出場した。本番では水球日本代表主将兼コーチとして4位入賞に導く。しかし参加は5チームで3チームに零敗、レフリーへの暴行で没収試合となっていたブラジルにだけ不戦勝したもので世界との差を痛感した。かたや競泳の戦果は華々しく金メダル5個を含む計12個のメダルを獲得、圧勝した大会で知られ1936年のベルリンオリンピックと合わせ、この頃日本水泳は黄金時代を謳歌していた。1931年から稲泳会（早稲田大学水泳部OB会）主将として国内の日本選手権では三連覇の原動力となった。なおこの時代、早稲田の他の運動部で専任の監督・コーチがいたのは野球部だけで、主将はそうした役割をする責任の重いものであった。
1932年早稲田大学卒業後、横浜ゴムに入社する。社業と平行し選手現役引退後は、大日本水上競技連盟（日本水泳連盟（水連）の前身）入りし水泳指導者の道を歩む。連盟では水球委員長を担当し、日本水球の強化責任者を務めていた。
1940年2月、33歳で召集され郷里の広島歩兵第十一連隊補充隊入隊する。外地へは出ず3年間広島で過ごした後、1943年4月召集解除。復帰した横浜ゴム横浜工場の生産責任者・稲垣平太郎の秘書となる。横浜工場は4度爆撃に遭い灰爐に帰して25人の犠牲者を出した。ロス五輪へ行く船でも同乗した田中英光は、この工場で日夜顔を合わせる間柄で、戦後田中が自殺する数日前にも酒を飲んだ。爆撃が激しさを増した1944年には、水連の資料を藤田の妻の高尾の実家に疎開させたが、1945年8月1日の八王子空襲で焼けた。貴重なアムステルダムオリンピックと1932年ロサンゼルスオリンピックの記録映画のフィルム等は焼けたが、古橋廣之進らの世界記録を刻んだロンジンのストップウオッチは残り、戦後の物資不足の時代に大いに役立った。
戦後は社業と並行し水連常務理事、専務理事、日本学生水上競技連盟初代名誉主事などを歴任する。水連の仕事はボランティアであり手弁当仕事であった。戦後の水連再建を田畑政治会長、清川正二とともに資金集めに奔走、選手をバックアップし古橋廣之進、橋爪四郎ら、多くの名選手を輩出した戦後の日本水泳黄金期を陰で支えた。彼ら優秀な選手の合同練習の費用捻出に役員の縁故を辿り寄付を集めたり、大食漢の選手に食べさせるヤミ米を手に入れるため、横浜ゴムの工場から自転車のタイヤを安く分けてもらい米と交換したりした。これが統制令違反であやうく検挙されそうになったこともあった。1947年の日本選手権水泳競技大会で古橋が世界記録を出すと観客動員が増大し財政問題は解決、これ以降の水泳大会は、他のスポーツに例を見ないほどの大人気となり一挙に軌道に乗ったという。ヘルシンキオリンピックに向け、横浜ゴムや古橋の在籍した大同毛織、新日本製鐵、大映、日本鋼管、天理教本部から巨額の寄付が集まった。
日本が戦後初めてオリンピック参加した1952年ヘルシンキオリンピック水泳総監督である。水泳は銀メダル3個を獲得する。日本チームは全体が振るわず金メダルはレスリングの石井庄八の1個だけであった。戦争のペナルティで前回のロンドンオリンピックに出場できなかったのが原因ともいわれた。社業が疎かになったこともあり、会社上層部からは会社を辞めてもらう、と脅され関西転勤や営業職になったこともあってこの後、水連理事長、顧問となり、その後の3オリンピックは水連の仕事はあまり出来なかった。惨敗した1964年の東京オリンピック後、水泳競技の英才教育のため、代々木スイミングクラブや山田スイミングクラブ等、各地にスイミングクラブが出来たが、郷里広島の水泳連盟会長をフジタ工業社長・藤田一暁に要請、藤田らの尽力により設立されたフジタドルフィンクラブから、田口信教をはじめ多くの名選手が出た。
黄金期を過ぎた1973年、日本水泳連盟会長に就任。この頃、日本の主要スポーツ団体の会長は、有力政治家や経済人が多かったが、オリンピック出場経験を持つ選手生え抜きとして珍しく団体トップとなり、行動する会長として1984年まで長きに渡り強い指導力で苦しい時代の水泳界をリードした。自ら地方を精力的に駆け回り組織改革を推し進め、1974年には水連の財団法人化を実現させ、指導者育成の制度化（公認コーチ制度）等と合わせ今日に至る水連の基盤を確立する。財団法人化を全国に浸透させるには相当の根気と日数を要した。また当時ジュニア選手の強化方針を巡り反目しあっていたスイミングクラブ界との関係改善に尽力し1978年、10代の若手選手を対象とした「ジュニア・オリンピック大会」を創設した。この大会から長崎宏子、緒方茂生など多くの名選手が巣立った。その他、選手の海外交流や国際水泳連盟（FINA）から打診のあった現在のFINAワールドカップの前身・FINAカップの第1回大会日本開催や国際招待水泳大会実施に尽力。こうした大会の実施に他のスポーツは冠スポンサーを付けはじめたが、アマチュアリズムを守るため、水泳の大会にはスポンサーは協賛に留め商業主義に侵されるのを防いだ。また科学的トレーニングを積極的に取り入れ1980年からメキシコで高地トレーニングを実施するなどした。
日本体育協会理事、日本オリンピック委員会（JOC）常任委員などの活動で水泳以外のアマチュアスポーツ界の発展にも寄与する。1976年モントリオールオリンピック日本選手団副団長を務めた。多忙の河野謙三団長に代わり全期間を選手村に滞在し実質団長役を務めた。1982年アジア競技大会日本選手団団長を務める。競技会があると全国津々浦々、まめに顔を出してプールサイドに陣取り、ストップウオッチを片手に一喜一憂する行動する会長として有名だったが、1980年のモスクワオリンピックでのボイコット問題時には、政治的介入にいち早く猛反発「泳いででも行く」と、あらゆる席で参加論の口火を切って主張し硬骨漢ぶりを見せ付けた。しかし同調するものが少数で、政府から体協に補助金を出さない、自衛隊や公務員の選手には旅券を出さない、等々の圧力をかけられ、河野謙三体協会長まで政府側に屈服して押し切られてしまった。
1984年、1984年ロサンゼルスオリンピックでの競泳日本代表選手による大麻吸引事件の責任を取って日本水泳連盟会長を辞任した。尚、藤田の後任には古橋が就いた。
また社業では横浜ゴム大阪支店長などを務めた後、日本ゼオンに転じ専務、その後関東ゴム社長などを歴任した。その他、母校早稲田大学の運動部OB・OG組織「稲門体育会」の会長などを務めた。
2001年、腎不全のため東京都港区内の病院で死去。93歳没。「水泳わが友わが人生」、「水泳競技・理論と技術」、「水とともに」など多くの著書がある。

## 賞詞
- 藍綬褒章（1971年）、1981年
- 勲三等瑞宝章（1981年）
- 国際オリンピック委員会（IOC）オリンピックオーダー銀賞【功労章】（1984年）
- 朝日体育賞（1987年）